# Dragan Đukić
Dragan Đukić (n. 9 august 1962, Aranđelovac, RSF Iugoslavia) este un antrenor de handbal sârb al echipei naționale din Muntenegru. 
La Jocurile Olimpice de Vară din 2012 a antrenat echipa națională de handbal a Marii Britanii. El a ocupat o poziție națională de antrenor cu echipa națională de handbal a Israelului în 2012. Trei ani mai târziu, Đukić și-a părăsit rolul de antrenor al echipei naționale israeliene, iar la începutul sezonului 2016-17 a semnat cu Maccabi Tel Aviv, echipă pe care a condus-o la prima sa calificare la etapa a calificării în EHF Cup. 
Începând cu data de 18 octombrie 2018 antrenează echipa de handbal feminin CSM București.